# Sortland
Sortland è un comune norvegese della contea di Nordland.
Il comune di Sortland nacque nel 1841, quando venne separato da quello di Hadsel, ed è parte del distretto tradizionale delle isole Vesterålen. Il centro amministrativo del comune è Sortland. Tra gli altri centri abitati nel distretto, abbiamo Bø, Holand, Holmstad, Liland, Sigerfjord, Strand e Vik. La Guardia Costiera norvegese ha la sua base nord a Sortland, chiamata Kystvaktskvadron Nord.
Sortland è la città più grande delle Vesterålen. Sorge vicina al Sortland Bridge che attraversa lo stretto di Sortlandsundet e connette le isole di Langøya e Hinnøya.

## Informazioni generali

### Nome
Il comune prende il nome dalla vecchia fattoria di Sortland ("Svortuland" in antico norvegese), poiché lì fu costruita la prima chiesa di Sortland.  La prima parte del nome è il caso genitivo di un nome di un fiume (Svorta) e l'ultima parte (Land) significa "terra" o "fattoria". Il nome del fiume deriva a sua volta da "svartr", che significa "nero/scuro".

### Stemma
Lo stemma fu adottato il 15 marzo 1985. Mostra una porta di un castello color oro su sfondo blu. Il cancello simboleggia Sortland come porta d'accesso alla regione delle Vesterålen con i suoi numerosi laghi. Le armi erano basate sul sigillo usato dal comune dagli anni '60, che mostrava anche un passaggio (naturale) in un paesaggio. Il colore blu simboleggia il mare blu.

### Chiese
La Chiesa di Norvegia ha una parrocchia (sokn) nel comune di Sortland, che include 3 chiese, la Indre Eidsfjord Church a Holmstad, la chiesa di Sigerfjorde la chiesa di Sortland. Fa parte del vicariato di Vesterålen nella diocesi di Sør-Hålogaland.

## Geografia
Il comune di Sortland si trova sulle isole di Langøya e Hinnøya nel Vesterålen arcipelago.  Il comune circonda la parte interna dello stretto Eidsfjorden e lo Sortlandssundet.  Ci sono diversi ponti nel comune tra cui Djupfjordstraumen Bridge, Kvalsaukan Bridge e Sortland Bridge. Sortland Bridge si trova a nord di Sortland. Una delle strade principali che attraversano il comune è la Norwegian County Road 82. La montagna Møysalen e parte del parco nazionale di Møysalen si trovano nel sud di Sortland.

### Luce e buio
Il sole di mezzanotte nella contea di Sortland si verifica dal 23 maggio al 23 luglio. I luoghi ideali per osservare il sole di mezzanotte sono il ponte di Sortland, Ramnflauget, Godfjorden, Holm e Skytterhaugen, nella zona residenziale di Vestmarka. A causa dell'alta latitudine di Sortland, non c'è vera oscurità tra fine aprile e metà agosto.
La notte polare si verifica a Sortland dal 30 novembre al 12 gennaio quando il sole rimane sotto l'orizzonte e non è affatto visibile. Il ritorno del sole è un'occasione di festa. La notte polare non corrisponde al buio totale.
Sortland e la regione delle Vesterålen sono buoni punti per osservare il fenomeno dell'aurora boreale.

### Clima
La temperatura massima registrata è stata di 31 °C, il 29 luglio 2018. Il record minimo è stato invece di -19 °C, nel febbraio 1966.
Template:Weather box

## Governo
Il comune è governato da un consiglio comunale di rappresentanti eletti, che a sua volta elegge un sindaco. Il comune rientra nella Corte distrettuale di Vesterålen e nella Corte d'Appello di Hålogaland.

### Consiglio municipale
Il consiglio comunale (Kommunestyre) di Sortland è composto da 27 rappresentanti eletti per un mandato di quattro anni. La suddivisione partitica nel consiglio è la seguente:
• Partito Conservatore (7 rappresentanti);
• Partito di Centro (7);
• Partito Laburista (5);
• Partito Rosso (3);
• Partito del Progresso (2);
• Partito della Sinistra Socialista (2);
• Partito Verde (1).

## Cultura
La band locale alternative rock Madrugada è nota a livello nazionale. Sortland Jazz Festival è un evento organizzato da Sortland Jazz and Music Club, che si svolge ogni autunno.

## Economia
Sortland è il più grande centro commerciale delle Vesterålen con numerosi centri commerciali al chiuso e molte piccole imprese. Il fatturato al dettaglio per abitante a Sortland è maggiore rispetto a qualsiasi altra città della Norvegia del Nord. Sortland è una delle poche città della Norvegia settentrionale che è cresciuta ogni anno dagli anni '70.